# Mont Bo
Le mont Bo (2 556 m) est un sommet des Alpes pennines. Il se trouve à cheval sur la province de Biella et celle de Verceil le long de la ligne de partage des eaux entre la vallée Sessera et la vallée Cervo et à courte distance de la Valsesia proprement dite. Ce sommet est situé sur les communes de Piedicavallo, de Pettinengo, Tavigliano et Valle San Nicolao.

## Géographie
En plus du sommet principal, la montagne est constituée de plusieurs pics secondaires représentés par la Punta Rusca (2 455 m), le Monte Cambra (2 492 m), la Punta del Talamone (2 494 m) et la Punta Raja delle Marmotte (2 221 m) au nord du sommet principal et par la Punta del Manzo (2 506 m), la Punta del Cravile (2 384 m) et par la Cima del Bergamasco (2 290 m) au sud du même sommet. Sur la Punta del Talamone convergent les bassins versants du fleuve Sesia et des torrents Sessera et Cervo, tandis que le mont Bo se trouve à environ 500 mètres au sud-est de ce nœud hydrographique. Sur le sommet se dresse un panneau métallique sous lequel se trouve le bivouac Antoniotti, toujours ouvert. Le sommet du mont Bo étant la pointe la plus élevée des environs, le panorama y est spectaculaire dans toutes les directions. De par sa hauteur et sa position avancée, la montagne est facilement reconnaissable depuis la plaine, dominant de sa masse tout le Biellese central.

## Ascension
Il est possible de rejoindre le sommet en randonnée par des sentiers partant de Montesinaro (hameau de Piedicavallo) et de Rassa. Dans le deuxième cas, le sentier emprunté passe par la Bocchetta del Croso (1 943 m). La longue voie de crête provenant du col de Sessera par le Monticchio, la Cima del Bonom et la Punta del Cravile nécessite en revanche quelques passages en technique alpine.